# José Morales (baseball)
Pour le joueur des années 1970 et 1980 du même nom, voir José Morales.
José Guillermo Morales, né le 20 février 1983 à Río Piedras (Porto Rico), est un joueur portoricain de baseball. Il évolue en Ligue majeure de baseball de 2007 à 2011.

## Carrière
Après des études secondaires à l'Academia de Providencia de Rio Piedras (Porto Rico), José Morales est drafté le 5 juin 2001 par les Twins du Minnesota au 3e tour de sélection (77e choix).
Morales joue sept saisons en Ligues mineures de 2001 à 2007, passant de la deuxième base au poste de receveur à partir de 2003. Il fait ses débuts en Ligue majeure le 8 septembre 2007. Cette première apparition au plus haut niveau est une réussite sportive avec trois coups sûrs en trois passages au bâton. En revanche, Morales se blesse en fin de partie à la cheville gauche. Il termine la saison à l'infirmerie, puis revient au jeu en début de saison 2008 en Triple-A. Il se blesse à nouveau le 12 juin à la cheville gauche. Sa saison est terminée.
On retrouve Morales en Ligue majeure dans l'effectif aligné à l'occasion du match d'ouverture de la saison 2009 en raison de l'absence sur blessure du titulaire Joe Mauer. Après le retour de Mauer, Morales et Mike Redmond se partagent le rôle de remplaçant au poste de receveur.
Le 16 décembre 2010, les Twins échangent Morales aux Rockies du Colorado contre le lanceur gaucher des ligues mineures Paul Bargas. Morales maintient une moyenne au bâton de ,267 avec 7 points produits en 22 matchs pour les Rockies en 2011.
Le 7 décembre 2011, il signe un contrat des ligues mineures avec les Pirates de Pittsburgh. Il fait un bref passage chez les Indians d'Indianapolis, club-école des Pirates. Ces derniers ne l'emploient pas au niveau majeur. Il joue 2012 et 2013 avec les Cangrejeros de Santurce de la Liga Roberto Clemente à Porto Rico, puis passe 2014 et 2015 dans le baseball indépendant avec les Riversharks de Camden (2014), puis les Ducks de Long Island (2015) de l'Atlantic League of Professional Baseball.

## Statistiques
En saison régulière
| Statistiques de frappeur |           |    |     |    |    |    |    |    |     |    |       |
| Saison                   | Équipe    | J  | AB  | R  | H  | 2B | 3B | HR | RBI | SB | BA    |
| 2007                     | Minnesota | 1  | 3   | 1  | 3  | 1  | 0  | 0  | 0   | 0  | 1.000 |
| 2009                     | Minnesota | 54 | 119 | 14 | 37 | 6  | 0  | 0  | 7   | 0  | .311  |
| Totaux                   | Totaux    | 55 | 133 | 15 | 40 | 7  | 0  | 0  | 7   | 0  | .328  |

Note: J = Matches joués; AB = Passages au bâton; R = Points; H = Coups sûrs; 2B = Doubles; 
3B = Triples; HR = Coup de circuit; RBI = Points produits; SB = buts volés; BA = Moyenne au bâton 